# Gran Premio motociclistico della Malesia 2013
Il Gran Premio motociclistico della Malesia 2013 è stato il quindicesimo Gran Premio della stagione 2013. Le gare si sono disputate il 13 ottobre 2013 presso il circuito di Sepang. Nelle tre classi i vincitori sono stati: Dani Pedrosa in MotoGP, Esteve Rabat in Moto2 e Luis Salom in Moto3.

## MotoGP
Dopo dieci gare consecutive senza salire sul gradino più alto del podio, Dani Pedrosa con la Honda RC213V del team Repsol Honda ritorna a vincere, ottenendo in questo modo la sua personale terza vittoria stagionale, la venticinquesima in MotoGP e quarantottesima della sua carriera nel motomondiale.
Secondo sul traguardo si classifica il compagno di squadra di Pedrosa, Marc Márquez, con Jorge Lorenzo terzo, che completa l'ennesimo podio stagionale tutto composto da piloti di nazionalità spagnola. Aleix Espargaró si conferma ancora una volta il miglior pilota della categoria CRT con la ART del team Power Electronics Aspar.
Con i risultati di questo GP, Márquez, primo in classifica piloti con 298 punti, consolida la sua leadership con 43 punti di vantaggio su Lorenzo (secondo in classifica con 255 punti) e 54 di vantaggio su Pedrosa.
Stefan Bradl non prende parte alla gara a causa della frattura della caviglia destra a seguito di una caduta avvenuta durante le prove libere.

### Arrivati al traguardo
| Pos. | Nº | Pilota           | Squadra                   | Motocicletta       | Giri | Tempo           | Griglia | Punti |
| ---- | -- | ---------------- | ------------------------- | ------------------ | ---- | --------------- | ------- | ----- |
| 1º   | 26 | Dani Pedrosa     | Repsol Honda              | Honda RC213V       | 20   | 40min 45s 191ms | 5º      | 25    |
| 2º   | 93 | Marc Márquez     | Repsol Honda              | Honda RC213V       | 20   | +2.757          | 1º      | 20    |
| 3º   | 99 | Jorge Lorenzo    | Yamaha Factory Racing     | Yamaha YZR-M1      | 20   | +6.669          | 4º      | 16    |
| 4º   | 46 | Valentino Rossi  | Yamaha Factory Racing     | Yamaha YZR-M1      | 20   | +10.351         | 2º      | 13    |
| 5º   | 19 | Álvaro Bautista  | GO&FUN Honda Gresini      | Honda RC213V       | 20   | +22.149         | 6º      | 11    |
| 6º   | 35 | Cal Crutchlow    | Monster Yamaha Tech 3     | Yamaha YZR-M1      | 20   | +22.301         | 3º      | 10    |
| 7º   | 38 | Bradley Smith    | Monster Yamaha Tech 3     | Yamaha YZR-M1      | 20   | +30.864         | 7º      | 9     |
| 8º   | 4  | Andrea Dovizioso | Ducati Team               | Ducati Desmosedici | 20   | +45.111         | 8º      | 8     |
| 9º   | 41 | Aleix Espargaró  | Power Electronics Aspar   | ART GP13           | 20   | +59.264         | 9º      | 7     |
| 10º  | 68 | Yonny Hernández  | Ignite Pramac Racing      | Ducati Desmosedici | 20   | +1'01.417       | 16º     | 6     |
| 11º  | 7  | Hiroshi Aoyama   | Avintia Blusens           | FTR MGP13          | 20   | +1'03.665       | 15º     | 5     |
| 12º  | 14 | Randy de Puniet  | Power Electronics Aspar   | ART GP13           | 20   | +1'14.256       | 17º     | 4     |
| 13º  | 71 | Claudio Corti    | NGM Mobile Forward Racing | FTR MGP13 Kawasaki | 20   | +1'21.603       | 13º     | 3     |
| 14º  | 8  | Héctor Barberá   | Avintia Blusens           | FTR MGP13          | 20   | +1'27.976       | 14º     | 2     |
| 15º  | 5  | Colin Edwards    | NGM Mobile Forward Racing | FTR MGP13 Kawasaki | 20   | +1'29.442       | 12º     | 1     |
| 16º  | 9  | Danilo Petrucci  | Came IodaRacing Project   | Ioda-Suter MMX1    | 20   | +1'29.551       | 19º     |       |
| 17º  | 23 | Luca Scassa      | Cardion AB Motoracing     | ART GP13           | 20   | +1'47.930       | 20º     |       |
| 18º  | 67 | Bryan Staring    | GO&FUN Honda Gresini      | FTR MGP13 Honda    | 20   | +1'52.927       | 21º     |       |

### Ritirati
| Nº | Pilota          | Squadra                   | Motocicletta       | Giri | Griglia |
| -- | --------------- | ------------------------- | ------------------ | ---- | ------- |
| 70 | Michael Laverty | Paul Bird Motorsport      | ART GP13           | 12   | 18º     |
| 52 | Lukáš Pešek     | Came IodaRacing Project   | Ioda-Suter MMX1    | 11   | 22º     |
| 69 | Nicky Hayden    | Ducati Team               | Ducati Desmosedici | 8    | 11º     |
| 50 | Damian Cudlin   | Paul Bird Motorsport      | PBM 01             | 7    | 23º     |
| 29 | Andrea Iannone  | Energy T.I. Pramac Racing | Ducati Desmosedici | 6    | 10º     |

### Non partito
| Nº | Pilota       | Squadra          | Motocicletta |
| -- | ------------ | ---------------- | ------------ |
| 6  | Stefan Bradl | LCR Honda MotoGP | Honda RC213V |

## Moto2
Con la gara accorciata a soli 12 giri (rispetto ai 19 previsti), a causa dell'interruzione per la bandiera rossa esposta al primo giro per un incidente che ha visto coinvolti Axel Pons, Fadli Immammuddin, Ezequiel Iturrioz, Zaqhwan Zaidi e Decha Kraisart, lo spagnolo Esteve Rabat porta a compimento la terza vittoria stagionale ed in carriera nel motomondiale, dopo essere risultato il più veloce anche nelle prove di qualificazione. Secondo in questa gara Pol Espargaró, compagno di squadra di Rabat nel team Tuenti HP 40, con Thomas Lüthi terzo con la Suter MMX2 del team Interwetten Paddock.
La situazione nel campionato piloti vede Scott Redding del team Marc VDS Racing, primo in classifica con 224 punti ma solo settimo in questa gara, perdere 11 punti da Espargaró, con lo spagnolo che adesso si trova a 215 punti totali, quindi a sole nove lunghezze dal pilota britannico, con Rabat terzo ma lontano 28 punti dal primo posto.
Con la vittoria ottenuta in questa gara da Rabat, la Kalex ottiene per la prima volta nella sua storia il titolo mondiale costruttori nella classe Moto2 con tre gare d'anticipo rispetto al termine del campionato, interrompendo una serie di tre titoli consecutivi della Suter.
Da segnalare in questo GP la presenza di tre piloti sostitutivi che prendono il posto di colleghi infortunati, con Gino Rea, che in questa stagione ha già corso in sette occasioni come wild card, che prende parte a questa gara sostituendo Alberto Moncayo, mentre è Zaqhwan Zaidi il sostituto di Randy Krummenacher, con Fadli Immammuddin ingaggiato dal team JiR Moto2 per sostituire Mike Di Meglio. In occasione di questa gara vengono assegnate a Decha Kraisart e Hafizh Syahrin delle wildcard.
Anthony West nel Gran Premio di Francia 2012 era risultato positivo a controlli antidoping, per tale motivo il 31 ottobre 2012 dopo il GP d'Australia è stata presa la decisione di annullare il risultato ottenuto in Francia e di squalificarlo per un mese, cosa che non gli ha permesso di partecipare all'ultima tappa del campionato 2012, a Valencia. In seguito, il 28 novembre 2013, vengono annullati tutti i suoi risultati ottenuti nei 17 mesi successivi al GP di Francia della stagione precedente, fra cui quello di questa gara.

### Arrivati al traguardo
| Pos. | Nº | Pilota              | Squadra                    | Motocicletta       | Giri | Tempo           | Griglia | Punti |
| ---- | -- | ------------------- | -------------------------- | ------------------ | ---- | --------------- | ------- | ----- |
| 1º   | 80 | Esteve Rabat        | Tuenti HP 40               | Kalex Moto2        | 12   | 25min 45s 411ms | 1º      | 25    |
| 2º   | 40 | Pol Espargaró       | Tuenti HP 40               | Kalex Moto2        | 12   | +1.563          | 3º      | 20    |
| 3º   | 12 | Thomas Lüthi        | Interwetten Paddock        | Suter MMX2         | 12   | +2.910          | 2º      | 16    |
| 4º   | 36 | Mika Kallio         | Marc VDS Racing            | Kalex Moto2        | 12   | +4.814          | 5º      | 13    |
| 5º   | 77 | Dominique Aegerter  | Technomag carXpert         | Suter MMX2         | 12   | +7.352          | 11º     | 11    |
| 6º   | 5  | Johann Zarco        | Came Iodaracing Project    | Suter MMX2         | 12   | +9.790          | 4º      | 10    |
| 7º   | 45 | Scott Redding       | Marc VDS Racing            | Kalex Moto2        | 12   | +9.840          | 10º     | 9     |
| 8º   | 30 | Takaaki Nakagami    | Italtrans Racing           | Kalex Moto2        | 12   | +11.894         | 6º      | 8     |
| 9º   | 81 | Jordi Torres        | Aspar Team                 | Suter MMX2         | 12   | +12.302         | 9º      | 7     |
| 10º  | 60 | Julián Simón        | Italtrans Racing           | Kalex Moto2        | 12   | +15.524         | 17º     | 6     |
| 11º  | 3  | Simone Corsi        | NGM Mobile Racing          | Speed Up SF13      | 12   | +16.190         | 15º     | 5     |
| 12º  | 52 | Danny Kent          | Tech 3                     | Tech 3 Mistral 610 | 12   | +25.191         | 16º     | 4     |
| 13º  | 88 | Ricard Cardús       | NGM Mobile Forward Racing  | Speed Up SF13      | 12   | +26.040         | 21º     | 3     |
| 14º  | 23 | Marcel Schrötter    | Maptaq SAG Zelos           | Kalex Moto2        | 12   | +26.380         | 12º     | 2     |
| 15º  | 55 | Hafizh Syahrin      | Petronas Raceline Malaysia | Kalex Moto2        | 12   | +29.369         | 18º     | 1     |
| 16º  | 96 | Louis Rossi         | Tech 3                     | Tech 3 Mistral 610 | 12   | +30.154         | 22º     |       |
| 17º  | 8  | Gino Rea            | Argiñano & Gines Racing    | Speed Up SF13      | 12   | +35.653         | 25º     |       |
| 18º  | 18 | Nicolás Terol       | Aspar Team                 | Suter MMX2         | 12   | +35.723         | 14º     |       |
| 19º  | 92 | Álex Mariñelarena   | Blusens Avintia            | Kalex Moto2        | 12   | +36.012         | 24º     |       |
| 20º  | 44 | Steven Odendaal     | Argiñano & Gines Racing    | Speed Up SF13      | 12   | +40.132         | 29º     |       |
| 21º  | 25 | Azlan Shah          | Idemitsu Honda Team Asia   | Moriwaki MD600     | 12   | +40.457         | 27º     |       |
| 22º  | 7  | Doni Tata Pradita   | Federal Oil Gresini        | Suter MMX2         | 12   | +50.037         | 28º     |       |
| 23º  | 10 | Thitipong Warokorn  | Thai Honda PTT Gresini     | Suter MMX2         | 12   | +54.131         | 30º     |       |
| 24º  | 97 | Rafid Topan Sucipto | QMMF Racing                | Speed Up SF13      | 12   | +54.451         | 33º     |       |

### Ritirati
| Nº | Pilota          | Squadra                   | Motocicletta  | Giri | Griglia |
| -- | --------------- | ------------------------- | ------------- | ---- | ------- |
| 11 | Sandro Cortese  | Dynavolt Intact GP        | Kalex Moto2   | 11   | 13º     |
| 54 | Mattia Pasini   | NGM Mobile Racing         | Speed Up SF13 | 9    | 19º     |
| 15 | Alex De Angelis | NGM Mobile Forward Racing | Speed Up SF13 | 0    | 7º      |
| 19 | Xavier Siméon   | Maptaq SAG Zelos          | Kalex Moto2   | 0    | 8º      |

### Non partiti
| Nº | Pilota            | Squadra                   | Motocicletta       | Griglia |
| -- | ----------------- | ------------------------- | ------------------ | ------- |
| 49 | Axel Pons         | Tuenti HP 40              | Kalex Moto2        | 20º     |
| 46 | Decha Kraisart    | Singha Eneos Yamaha Tech3 | Tech 3 Mistral 610 | 26º     |
| 62 | Fadli Immammuddin | JiR Moto2                 | TSR 6              | 31º     |
| 21 | Zaqhwan Zaidi     | Technomag carXpert        | Suter MMX2         | 32º     |
| 34 | Ezequiel Iturrioz | Blusens Avintia           | Kalex Moto2        | 34º     |

### Squalificato
| Nº | Pilota       | Squadra     | Motocicletta  | Giri | Tempo   | Griglia |
| -- | ------------ | ----------- | ------------- | ---- | ------- | ------- |
| 95 | Anthony West | QMMF Racing | Speed Up SF13 | 12   | +25.982 | 23º     |

## Moto3
Luis Salom con la KTM RC 250 GP del team Red Bull KTM Ajo ottiene la sua settima affermazione stagionale, nona della sua carriera nel motomondiale, ritornando in questo modo alla vittoria dopo le ultime due gare dove non era salito neanche sul podio.
Secondo per soli 69 millesimi si classifica Álex Rins, con il portoghese Miguel Oliveira con la Mahindra MGP3O terzo, che realizza il suo primo podio stagionale ma anche il primo storico podio nel motomondiale per la casa costruttrice indiana Mahindra.
Per quel che concerne il campionato mondiale piloti, Salom mantiene il primo posto portandosi a 284 punti totali, con Rins secondo a meno 14 lunghezze e terzo Maverick Viñales, 5º in questa gara, con 26 punti di distacco dal capo-classifica.
Primo punto della sua carriera nel motomondiale per la pilota spagnola Ana Carrasco, era da 12 anni che una donna non faceva segnare punti nel motomondiale, da quando la tedesca Katja Poensgen concluse 14ª il GP d'Italia del 2001.
Aizat Malik e Hafiq Azmi corrono questa gara tramite l'assegnazione di wildcard.

### Arrivati al traguardo
| Pos. | Nº | Pilota              | Squadra                      | Motocicletta   | Giri | Tempo           | Griglia | Punti |
| ---- | -- | ------------------- | ---------------------------- | -------------- | ---- | --------------- | ------- | ----- |
| 1º   | 39 | Luis Salom          | Red Bull KTM Ajo             | KTM RC 250 GP  | 18   | 40min 42s 441ms | 1º      | 25    |
| 2º   | 42 | Álex Rins           | Estrella Galicia 0,0         | KTM RC 250 GP  | 18   | +0.069          | 6º      | 20    |
| 3º   | 44 | Miguel Oliveira     | Mahindra Racing              | Mahindra MGP3O | 18   | +0.408          | 4º      | 16    |
| 4º   | 12 | Álex Márquez        | Estrella Galicia 0,0         | KTM RC 250 GP  | 18   | +0.782          | 5º      | 13    |
| 5º   | 25 | Maverick Viñales    | Team Calvo                   | KTM RC 250 GP  | 18   | +1.055          | 9º      | 11    |
| 6º   | 8  | Jack Miller         | Caretta Technology - RTG     | FTR M313       | 18   | +1.077          | 7º      | 10    |
| 7º   | 10 | Alexis Masbou       | Ongetta-Rivacold             | FTR M313       | 18   | +5.016          | 2º      | 9     |
| 8º   | 94 | Jonas Folger        | Mapfre Aspar                 | Kalex KTM      | 18   | +6.277          | 10º     | 8     |
| 9º   | 5  | Romano Fenati       | San Carlo Team Italia        | FTR M313       | 18   | +6.952          | 13º     | 7     |
| 10º  | 65 | Philipp Öttl        | Tec Interwetten Moto3 Racing | Kalex KTM      | 18   | +10.962         | 12º     | 6     |
| 11º  | 41 | Brad Binder         | Ambrogio Racing              | Mahindra MGP3O | 18   | +11.096         | 21º     | 5     |
| 12º  | 31 | Niklas Ajo          | Avant Tecno                  | KTM RC 250 GP  | 18   | +21.012         | 14º     | 4     |
| 13º  | 84 | Jakub Kornfeil      | Redox RW Racing GP           | Kalex KTM      | 18   | +29.443         | 11º     | 3     |
| 14º  | 32 | Isaac Viñales       | Ongetta-Centro Seta          | FTR M313       | 18   | +31.541         | 17º     | 2     |
| 15ª  | 22 | Ana Carrasco        | Team Calvo                   | KTM RC 250 GP  | 18   | +31.579         | 19ª     | 1     |
| 16º  | 4  | Francesco Bagnaia   | San Carlo Team Italia        | FTR M313       | 18   | +31.695         | 32º     |       |
| 17º  | 17 | John McPhee         | Caretta Technology - RTG     | FTR M313       | 18   | +32.058         | 20º     |       |
| 18º  | 11 | Livio Loi           | Marc VDS Racing              | Kalex KTM      | 18   | +32.469         | 15º     |       |
| 19º  | 61 | Arthur Sissis       | Red Bull KTM Ajo             | KTM RC 250 GP  | 18   | +34.809         | 18º     |       |
| 20º  | 21 | Luca Amato          | Ambrogio Racing              | Mahindra MGP3O | 18   | +35.240         | 28º     |       |
| 21º  | 58 | Juanfran Guevara    | CIP Moto3                    | TSR3C          | 18   | +35.572         | 29º     |       |
| 22º  | 29 | Hyuga Watanabe      | La Fonte Tascaracing         | FTR M313       | 18   | +37.079         | 27º     |       |
| 23º  | 77 | Lorenzo Baldassarri | GO&FUN Gresini               | FTR M313       | 18   | +41.482         | 26º     |       |
| 24º  | 57 | Eric Granado        | Mapfre Aspar                 | Kalex KTM      | 18   | +1'01.040       | 16º     |       |

### Ritirati
| Nº | Pilota            | Squadra             | Motocicletta   | Giri | Griglia |
| -- | ----------------- | ------------------- | -------------- | ---- | ------- |
| 23 | Niccolò Antonelli | GO&FUN Gresini      | FTR M313       | 7    | 3º      |
| 3  | Matteo Ferrari    | Ongetta-Centro Seta | FTR M313       | 7    | 23º     |
| 7  | Efrén Vázquez     | Mahindra Racing     | Mahindra MGP3O | 7    | 8º      |
| 9  | Toni Finsterbusch | Kiefer Racing       | Kalex KTM      | 5    | 24º     |
| 79 | Aizat Malik       | Touchline-SIC-AJO   | KTM RC 250 GP  | 3    | 31º     |
| 80 | Hafiq Azmi        | Touchline-SIC-AJO   | KTM RC 250 GP  | 1    | 30º     |
| 89 | Alan Techer       | CIP Moto3           | TSR3C          | 0    | 22º     |
| 53 | Jasper Iwema      | RW Racing GP        | Kalex KTM      | 0    | 25º     |

### Non partiti
| Nº | Pilota              | Squadra              | Motocicletta  |
| -- | ------------------- | -------------------- | ------------- |
| 63 | Zulfahmi Khairuddin | Red Bull KTM Ajo     | KTM RC 250 GP |
| 19 | Alessandro Tonucci  | La Fonte Tascaracing | FTR M313      |
| 66 | Florian Alt         | Kiefer Racing        | Kalex KTM     |